# Буглак Юрій Олександрович
Ю́рій Олекса́ндрович Буглак (* 7 лютого 1965 р.) — народний депутат України 8-го скликання. Член партії «Блок Петра Порошенка» та однойменної депутатської фракції у парламенті..
Член Центральної виборчої комісії з 4 жовтня 2019 року до 7 лютого 2024 року .

## Життєпис
Народився 7 лютого 1965 року. У зв'язку з тим, що 21 лютого 2017 року Верховна Рада достроково припинила депутатські повноваження Олексія Савченка, обраного по загальнодержавному багатомандатному окрузі, їх, повноваження народного депутата, отримав натомість Юрій Буглак 14 березня (номер у списку БПП — 81). На момент обрання Буглак був головним юридичним радником дочірнього підприємства «Кондитерська корпорація „Рошен“».
2002—2006 — помічник народного депутата Петра Порошенка. Заслужений юрист України.

### Парламентська діяльність
Юрій Буглак був головою підкомітету з питань запобігання і протидії політичній корупції Комітету Верховної Ради України з питань запобігання і протидії корупції, членом групи з міжпарламентських зв'язків зі Сполученими Штатами Америки, членом групи з міжпарламентських зв'язків з Республікою Албанія, членом групи з міжпарламентських зв'язків з Соціалістичною Республікою В'єтнам та членом групи з міжпарламентських зв'язків з Канадою.